# Torneo de Atlanta 2017
El BB&T Atlanta Open 2017 fue un torneo de tenis perteneciente al ATP Tour 2017 en la categoría ATP World Tour 250. El torneo tuvo lugar en la ciudad de Atlanta, Estados Unidos, desde el 24 hasta el 30 de julio de 2017 sobre canchas duras, el cual pertenece a un conjunto de torneos que forman al US Open Series 2017.

## Distribución de puntos
| Modalidad            | Campeón | Finalista | Semifinales | Cuartos de final | 2ª ronda | 1ª ronda | Clasificados | 2ª ronda de clasificación | 1ª ronda de clasificación |
| Individual masculino | 250     | 165       | 100         | 50               | 25       | 0        | 13           | 7                         | 0                         |
| Dobles masculino     | 250     | 150       | 90          | 45               | 20       | 0        | -            | -                         | -                         |

## Cabezas de serie

### Individuales masculino
| Tenista         | Ranking | Preclasificado |
| Jack Sock       | 17      | 1              |
| John Isner      | 21      | 2              |
| Gilles Müller   | 22      | 3              |
| Ryan Harrison   | 40      | 4              |
| Kyle Edmund     | 47      | 5              |
| Donald Young    | 50      | 6              |
| Chung Hyeon     | 54      | 7              |
| Jared Donaldson | 58      | 8              |

- Ranking del 17 de julio de 2017.

### Dobles masculino
| Tenista                      | Ranking | Preclasificados |
| Bob Bryan Mike Bryan         | 16      | 1               |
| Ryan Harrison Michael Venus  | 33      | 2               |
| Nicholas Monroe Donald Young | 84      | 3               |
| Purav Raja Divij Sharan      | 103     | 4               |

## Campeones

### Individual masculino
John Isner venció a  Ryan Harrison por 7-6(6), 7-6(7)

### Dobles masculino
Bob Bryan /  Mike Bryan vencieron a  Wesley Koolhof /  Artem Sitak por 6-3, 6-4